# Micarta

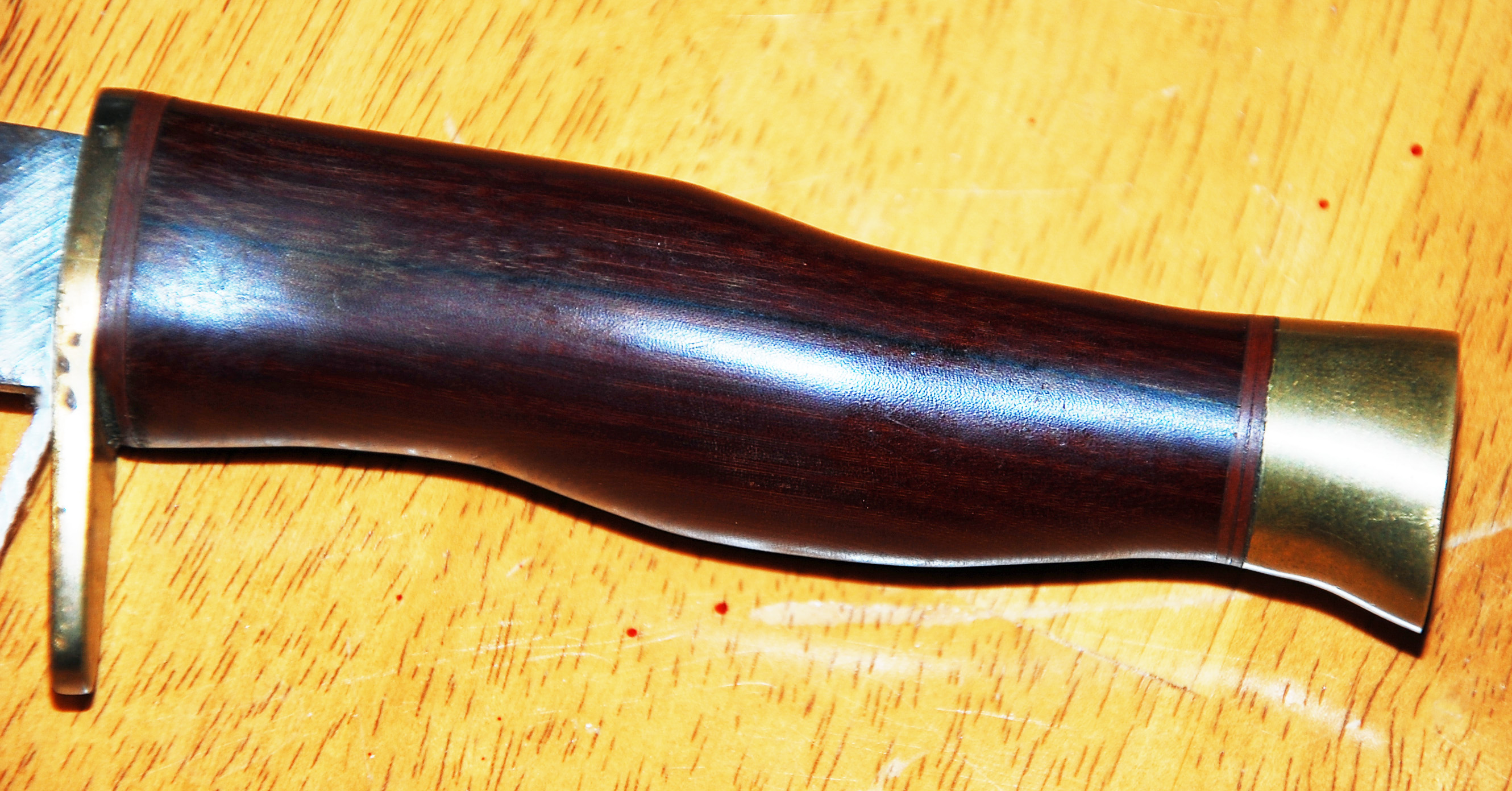
Cabo da faca feito em micarta

Micarta é um material à base de resina que faz parte da família de compostos. Micarta também é um nome comercial registrado e um tipo de fenólico. Micarta é  feita de camadas de papel, linho, tela ou outros tecidos selados com resina. O material é relativamente forte e resistente a arranhões. Micarta e outros fenólicos podem ser feitos de vários tipos diferentes de tecido, cada um resultando em uma aparência única para o design do cabo da faca.